# Región Autónoma de la Costa Caribe Sur
Región Autónoma de la Costa Caribe Sur (česky Autonomní region jižního karibského pobřeží, zkratka RACCS) je jedním ze 2 autonomních regionů Nikaraguy. Tato dvě území tvořila společně do roku 1987 departement Zelaya. Velkou část regionu zabírá souvislý nížinný prales. Pobřeží Karibiku, známé pod názvem Pobřeží Moskytů, je bažinaté s porosty mangrovů. K regionu patří i ostrovy Corn Islands.
Región Autónoma del Atlántico Sur je rozdělen na dvanáct částí (Municipio):
1. Bluefields
2. Bocana de Paiwas
3. Corn Islands
4. Desembocadura de la Cruz de Río Grande
5. El Ayote
6. El Rama
7. El Tortugero
8. Kukra Hill
9. La Cruz de Río Grande
10. Laguna de Perlas
11. Muelle de los Bueyes
12. Nueva Guinea